# Pilot (Knots Landing)
A Knots Landing a Dallas spin-off sorozata, amely a középső fivér, Gary Ewing és felesége, Valene új életét meséli el, amit új kaliforniai otthonukban kezdtek el. A sorozat négy házaspár életébe enged bepillantást: Gary és Val; Sid és Karen; Richard és Laura; Kenny és Ginger.

## Tartalma
Ellie segítségével Gary Ewing és felesége, Valene 17 év után újra összeházasodtak. Ajándékként Ellie-től kapnak egy házat Kaliforniában, egy tengerparti kisvárosban, Knots Landingben. A költözésnél segítségükre van Bobby is. Miután beköltöztek – Bobby visszamegy Dallasba - megismerkednek szomszédaikkal. Garyt és Valene-t meghívják vacsorára Fairgate-ék; Sid és Karen, akik három gyereket nevelnek. Az Avery család pedig egy italra invitálja be őket pompázatos házukba. Richard és Laura egy gyereket nevelnek, Jasont. Az utcában lakik még a fiatal házaspár, Kenny és Ginger Ward. A Fairgate-éknél rendezett vacsorát Sid előző házasságából született lánya, Annie (Karen Allen) zavarja meg, aki sok problémát okoz a hirtelen megjelenésével. A Sid és Annie között felgyülemlet feszültséget Valene segítségével sikerül levezetni. Valene segítségét ösztönözi az is, hogy bár ők újra együtt vannak férjével, Garyvel, lányuk, Lucy mégis Dallasban él nagyszülei farmján.
- Eredeti vetítés ideje: 1979. december 27.
- Író: David Jacobs
- Rendező: Peter Levin
- Vendégszereplők: Karen Allen (Annie); Patrick Duffy (Bobby Ewing); Justin Dana (Jason Avery); Steve Shaw (Eric Fairgate); Claudia Lonow (Diana Fairgate); Patrick Petersen (Michael)